# Dolmen z Guadalperal

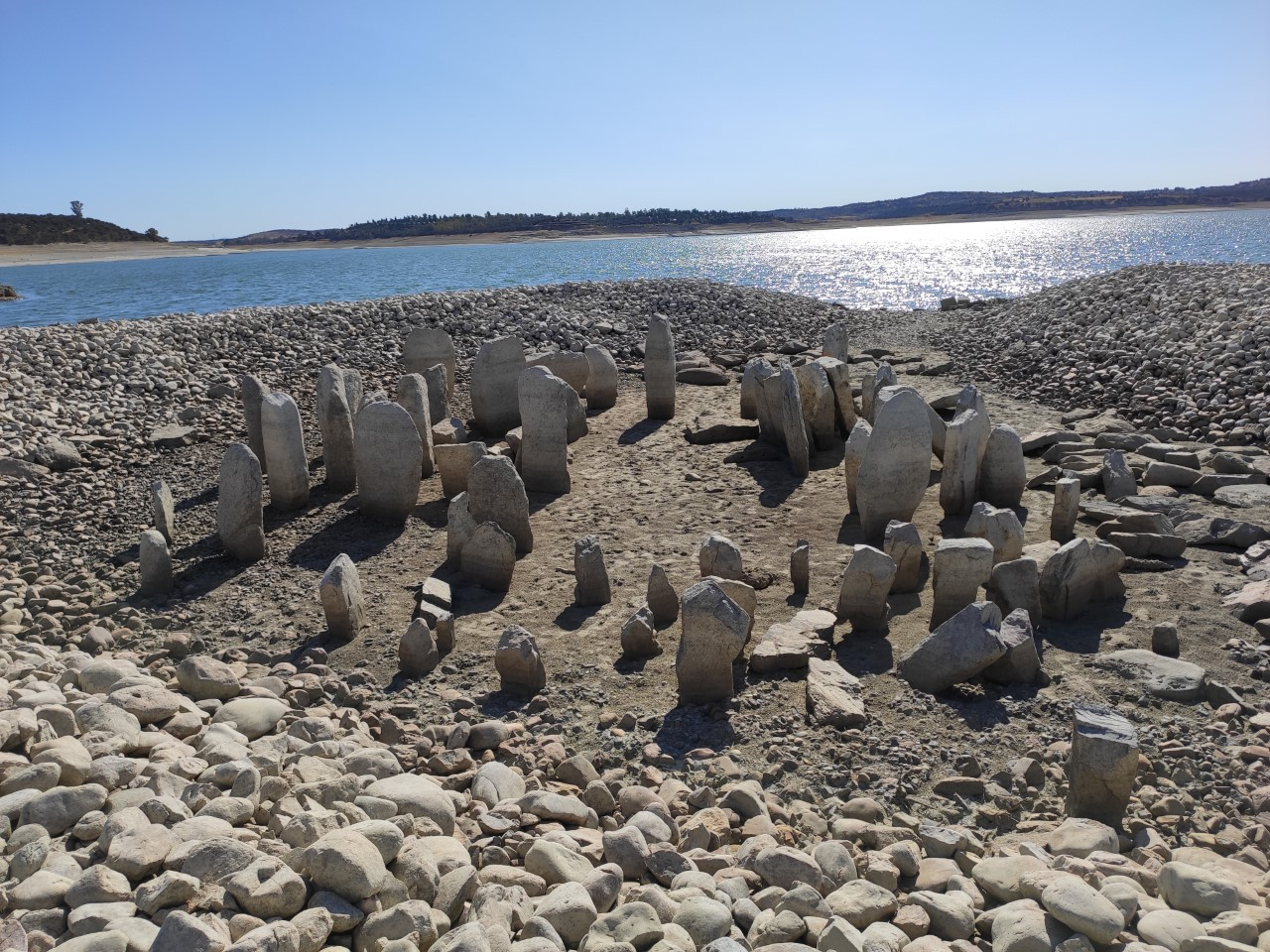
Dolmen z Guadalperal (2019)

Dolmen z Guadalperal – krąg składający się z kilkudziesięciu megalitycznych kamieni, położony na terenie gminy Peraleda de la Mata, nazywany jest hiszpańskim Stonehenge. Dokładna data powstania nie jest znana, szacuje się, że powstał pomiędzy IV a III tysiącleciem p.n.e., choć niektóre ślady wskazują, że miejsce mogło być używane jako grobowiec wcześniej.
Krąg został odkryty i opisany przez niemieckiego archeologa Hugona Obermaiera, który prowadził prace wykopaliskowe w latach 1924–1926 roku. Obiekt został zalany w 1963 roku w ramach projektu rozwoju okolicznych obszarów wiejskich. Dolmen pełnił funkcję grobowca, składa się ze 144 menhirów.
Obermaier odkrył i zbadał dolmen na zlecenie księcia Alby, którego brat był w 1926 roku właścicielem terenu. Badania Obermaiera nie zostały opublikowane za jego życia (zmarł w 1946 roku), badacze zebrali jego notatki i wydali monografie kilkanaście lat po jego śmierci.
We wrześniu 2022 obiekt stał się ponownie widoczny na skutek obniżenia poziomu wody w zbiorniku zapasowym Valdecañas.